# Luis Garnier
Luis Yamil Garnier (Concepción del Uruguay, 22 dicembre 1982) è un ex calciatore argentino, di ruolo centrocampista.

## Caratteristiche tecniche
È un centrocampista centrale.

## Palmarès

### Club
- Primera B Metropolitana: 1

Sarmiento (J): 2011-2012